# Monice (gromada)
Monice – dawna gromada, czyli najmniejsza jednostka podziału terytorialnego Polskiej Rzeczypospolitej Ludowej w latach 1954–1972.
Gromady, z gromadzkimi radami narodowymi (GRN) jako organami władzy najniższego stopnia na wsi, funkcjonowały od reformy reorganizującej administrację wiejską przeprowadzonej jesienią 1954 do momentu ich zniesienia z dniem 1 stycznia 1973, tym samym wypierając organizację gminną w latach 1954–1972.
Gromadę Monice siedzibą GRN w Monicach utworzono – jako jedną z 8759 gromad na obszarze Polski – w powiecie sieradzkim w woj. łódzkim, na mocy uchwały nr 38/54 WRN w Łodzi z dnia 4 października 1954. W skład jednostki weszły obszary dotychczasowych gromad Monice, Jeziory, Wiechucice i Bogumiłów (z wyłączeniem kol. Jędrzeisko) ze zniesionej gminy Monice w tymże powiecie. Dla gromady ustalono 16 członków gromadzkiej rady narodowej.
1 stycznia 1959 do gromady Monice przyłączono wieś i kolonię Kłocko oraz kolonię Walentynów ze zniesionej gromady Kłocko.
31 grudnia 1961 do gromady Monice przyłączono wieś i kolonię Bobrowniki, kolonię Bocianice Chojne, kolonię Borzewisko, wieś, parcelę i osadę leśną Chojne, kolonię Chojne-Borzyska, kolonię Chojne-Chuba, kolonię Chojne Ignacew, kolonię Chojne Marianka, osadę i kolonię Chojne Poduchowne, kolonię Chojne Zapusta, kolonię Okopy Pstrokonie, wieś Stoczki, kolonie Stoczki 1 i 2 oraz kolonię Stoczki Cerklin ze zniesionej gromady Chojne.
1 stycznia 1965 z gromady Monice wyłączono obszar o powierzchni 128 ha, włączając go do miasta Sieradza w tymże powiecie.
Gromada przetrwała do końca 1972 roku, czyli do kolejnej reformy gminnej.